# Nibionno
Nibionno (Nibiònn in dialetto nibionnese) è un comune italiano di 3 551 abitanti della provincia di Lecco in Lombardia, situato al confine con le province di Como e di Monza e Brianza e costituito dalle frazioni di Nibionno capoluogo, Tabiago e Cibrone, nonché dalle località Gaggio, Mongodio, California, Molino Nuovo, Merla, Ceresa e Mazzacavallo.

## Storia

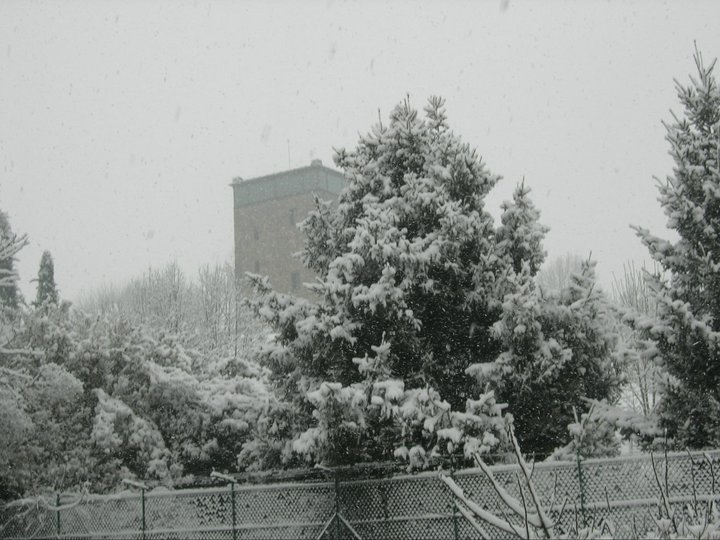
La torre di Tabiago durante una giornata di inverno.

Già alcuni millenni fa il territorio di Nibionno era abitato, infatti sono stati ritrovati a Gaggio alcuni resti di antichi insediamenti palafitticoli intorno al fiume Lambro, in una zona che un tempo era paludosa.
Vicino al fiume Lambro i Romani costruirono la cosiddetta Taverna di Tagiago, una zona ricca di catacombe andata distrutta nel tempo così come il Masso Avello situato presso la frazione di Mongodio.
Nibionno viene citata per la prima volta nell'848 nella versione latina medievale in vico et fundo Nebioni. A quel tempo Nibionno faceva parte della Pieve d'Incino, un distretto rurale amministrativo.
Al XIII secolo sono datate la chiesa di San Protaso a Nibionno e di San Fedele a Tabiago. Nel XVI secolo la chiesa di San Fedele viene sostituita dalla chiesa odierna di San Simone e San Giuda.
Nello stesso periodo fu costruito il castello di Tabiago che rimase uno dei più fortificati di tutta la Brianza. Nel 1256 Martino della Torre, il podestà sostenitore del popolo e la nobilità sostenuta dal vescovo ebbero alcuni scontri in cui risentì la popolazione e diversi castelli e fortezze della Brianza vennero distrutti. Nel 1261 il castello ospitò circa 900 uomini capeggiati da nobili milanesi che coi loro cavalli si rifugiarono nella fortificazione. La fortezza fu assediata dalle truppe di Alberto Pallavicino e i rifugiati dovettero arrendersi, ma alcuni anni dopo venne bruciata e distrutta.
Fu poi riedificata e nel 1285 i Torriani vi si stabilirono. Oggigiorno del castello rimane solo la torre semaforica.
Nel 1440 nacque la Squadra di Nibionno, durata fino al XVIII secolo. Sebbene Nibionno fosse un comune autonomo, rimase sotto la parrocchia di Costa Masnaga fino al 1569. La Squadra di Nibionno fu affidata inizialmente da Filippo Maria Visconti al condottiero Luigi Dal Verme e poi, nel 1537, agli Sfrondati che aggiunsero ai comuni già facenti parte della Squadra anche quelli della cosiddetta Squadra de' Mauri, situati sulle sponde del Lago di Pusiano. Gli Sfondrati mantennero l'amministrazione della Squadra di Nibionno fino al 1788.
Successivamente Nibionno, Tabiago e Cibrone si unirono formando un solo comune.
Intorno al 1700 nacque la chiesa dei Santi Gervaso e Protaso.

### Simboli
Lo stemma e il gonfalone sono stati concessi con decreto del presidente della Repubblica del 2 gennaio 1993.
Il gonfalone è un drappo partito di azzurro e di rosso.

## Geografia fisica
Il paese dista 17 km da Lecco, 18 km da Como, 33 km da Milano. Nibionno è collegata tramite la SS36 Monza-Lecco e la SS342 Como-Bergamo, risalente all'epoca romana. La sua posizione nella Brianza fa del comune un centro abbastanza dinamico in cui sempre più persone vengono ad abitare data la vicinanza e l'efficienza dei collegamenti con le più grandi città della zona come Lecco (17 km, raggiungibile in circa 10 minuti con condizioni prive di traffico), Giussano (10 km, 6 minuti di auto), Lissone (15 km, 10 minuti di auto), Monza (20 km, 15 minuti di auto) e Milano (33 km, 30 minuti di auto).

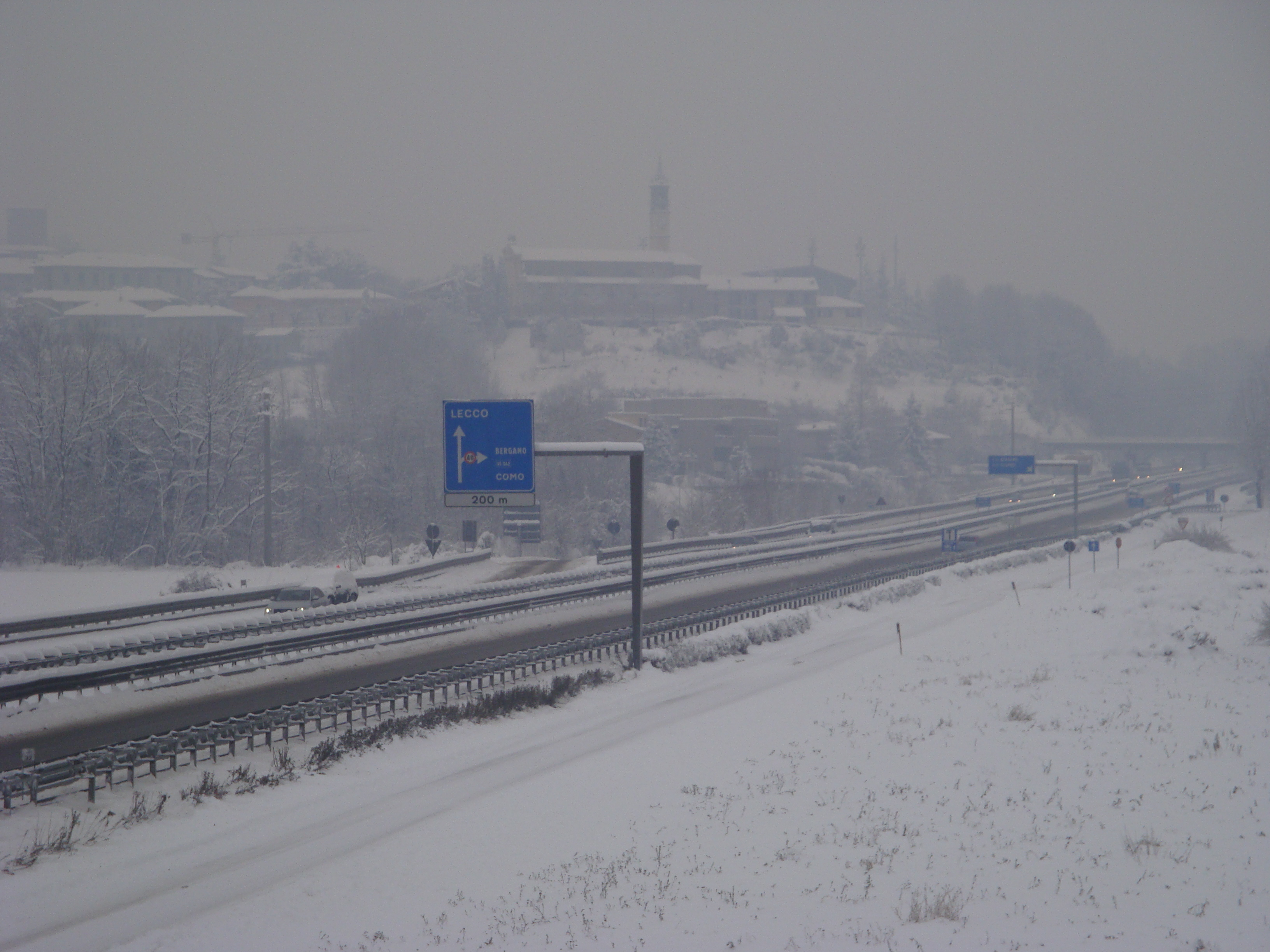
SS36 vista dal ponte di Gaggio.

Proprio la vicinanza all'hinterland milanese, area con più di 7 milioni di abitanti, la centralità all'interno del triangolo Como-Lecco-Milano e la posizione di confine con le province di Como e Monza e Brianza accompagnata da un sempre crescente numero di immigrati che hanno scelto qui la propria residenza hanno fatto salire il numero degli abitanti di Nibionno in maniera significativa. Nibionno ha 5 frazioni (Nibionno, Tabiago -sede comunale-, Cibrone, Gaggio, Mongodio) e altrettante località (Merla, Ceresa, Molino Nuovo, California). Il paese è attraversato a ovest dal fiume Lambro e a est dal torrente Bevera. L'altimetria varia dai 326m di Tabiago-Cibrone ai 236m di Gaggio.

## Economia
L'economia del paese è dovuta soprattutto all'industria tessile. Solo una piccola parte della popolazione attiva lavora nel primario. Tra i principali prodotti agricoli ci sono mais, grano, barbabietola da zucchero e sono presenti vari allevamenti di lumache a fini cosmetici.

## Cultura

### Biblioteca Comunale
La biblioteca Comunale "Nando Maggioni" ha sede nella frazione di Tabiago in via Fiume 2.
www.comune.nibionno.lc.it/biblioteca 
Aderisce al Sistema Bibliotecario Brianteo.

### Luoghi interessanti
- Chiesa di San Simone e San Giuda, a Tabiago, elevata al rango di parrocchiale nel XVI secolo e rimaneggiata più volte nel corso dei secoli[5]. Internamente, una croce astile del XV secolo e un affresco del XVIII secolo[5].
- Chiesa di San Gervaso e San Protaso, Nibionno (frazione)
- Chiesa di San Carlo Borromeo, Cibrone
- Chiesetta di San Carlo Borromeo, Cibrone
- Antica torre, Tabiago
- Lambro, Gaggio

## Curiosità
- Il nome Nibionno, si pensa derivare da “Neblus”, voce del latino medievale che significherebbe “torrente alimentato dalle nevi”. Il riferimento dovrebbe essere alla Bevera che a est e a sud ne bagna il territorio. Altre fonti - meno attendibili - lo fanno invece derivare da “nebbia” o “nibbio”.
- Esiste un proverbio della zona che dice "A Nibionn bèla la tèra e brutt i donn" (A Nibionno, bella la terra e brutte le donne), proverbio chiaramente smentito dagli abitanti del comune.
- In realtà, la Torre di Tabiago è soltanto ciò che è rimasto di un vecchio castello distrutto nel XIII secolo.

## Società

### Istituzioni, enti e associazioni
Nibionno è caratterizzata per la presenza di innumerevoli associazioni nei campi più svariati. Qui sono elencate le più note:
- Associazioni sportive:

il Nibionno Calcio, Basket Nibionno, la Pallavolo Nibionno, lo Sci Club "La Torre".
- Associazioni culturali-ricreative:

la compagnia teatrale “il Portico degli Amici”, il "Corpo musicale Giuseppe Verdi", la Corale "don Olimpio Moneta", Les Cultures, il Gruppo Nibionno in Festa (che ogni anno nel periodo tra maggio-giugno organizza in località Molino Nuovo la festa dei “Sapori della Brianza”), Cibrone Attiva, Centro Pensionati Nibionno.
- Associazioni sociali-volontariato:

A.I.D.O. sez. Nibionno, Associazione Combattenti e reduci, Associazione Genitori e Amici dei Portatori di handicap "La Rosa", Associazione Amici della Paraplegia, Formula 1 Club ONLUS "Un sorriso per una sfida infinita", C.O.D.I.C., Comitato Famiglie ospitanti Bambini Ucraini, Parlascolta, L'arcobaleno soc. coop. sociale ONLUS.
- Vi è poi il Gruppo della Protezione Civile.

### Evoluzione demografica
Abitanti censiti

- 215 abitanti nel 1751
- 685 abitanti nel 1771
- 778 abitanti nel 1803
- 898 abitanti nel 1809
- 1 102 abitanti nel 1853
- 1 149 abitanti nel 1859

La popolazione è di 3 702 unità al 1º gennaio 2016. Negli ultimi due anni, a causa delle crisi economica e del mercato immobiliare, la crescita della popolazione è in fase di forte stallo. Il traguardo delle 4 000 unità rimane pertanto ancora lontano, ma potrà essere raggiunto senza problemi qualora la situazione nazionale e globale migliorasse.
Il numero degli stranieri è pari a 344 unità al 1º gennaio 2016, ovvero il 9,3% della popolazione. Rispetto al 1º gennaio 2015 si è avuto un forte decremento, pari al -12,7%. Le ragioni sono diverse: da un lato l'acquisizione da parte di numerosi cittadini stranieri della cittadinanza italiana, dall'altro il trasferimento verso altre comunità della provincia e non.
Le prime tre presenze straniere del comune rimangono comunque due di storica presenza, ovvero quella marocchina (133) e albanese (49), seguita da quella rumena (39), di più recente insediamento.
| Anno | Popolazione al 1º gennaio | Nati | Morti | Saldo | Saldo migratorio | Crescita | %    | Popolazione al 31 dicembre |
| ---- | ------------------------- | ---- | ----- | ----- | ---------------- | -------- | ---- | -------------------------- |
| 2015 | 3.704                     | 28   | 33    | -5    | 3                | -2       | -0.0 | 3.702                      |
| 2014 | 3.715                     | 39   | 23    | 16    | -27              | -11      | -0,3 | 3.704                      |
| 2013 | 3.670                     | 34   | 26    | 8     | 37               | 45       | 1,2  | 3.715                      |
| 2012 | 3.638                     | 46   | 32    | 14    | 18               | 32       | 0,9  | 3.670                      |
| 2011 | 3.628                     | 55   | 23    | 32    | -22              | 10       | 0,3  | 3.638                      |
| 2010 | 3.628                     | 46   | 31    | 15    | -15              | 0        | 0,0  | 3.628                      |
| 2009 | 3.618                     | 43   | 27    | 16    | -6               | 10       | 0,3  | 3.628                      |
| 2008 | 3.582                     | 49   | 23    | 26    | 10               | 36       | 1,0  | 3.618                      |
| 2007 | 3.509                     | 44   | 16    | 28    | 45               | 73       | 2,1  | 3.582                      |
| 2006 | 3.477                     | 43   | 28    | 15    | 17               | 32       | 0,9  | 3.509                      |
| 2005 | 3.411                     | 34   | 18    | 16    | 50               | 66       | 1,9  | 3.477                      |
| 2004 | 3.407                     | 34   | 29    | 5     | -1               | 4        | 0,1  | 3.411                      |
| 2003 | 3.319                     | 34   | 28    | 6     | 82               | 88       | 2,7  | 3.407                      |
| 2002 | 3.301                     | 35   | 25    | 10    | 8                | 18       | 0,5  | 3.319                      |
| 2001 | 3.285                     | 29*  | 18*   | 11*   | -6*              | 16       | 0,5  | 3.301                      |
| 2000 | 3.254                     | 40   | 19    | 21    | 10               | 31       | 1,0  | 3.285                      |

I dati si riferiscono al periodo pre-censuario 1º gennaio 2001 - 21 ottobre 2001
Come si può notare, tra gli anni 2006 e 2012 il comune di Nibionno ha vissuto un importante aumento della natalità (culminante con i 55 nati del 2011, con un tasso di natalità record pari a 15,1‰) per poi tornare al numero medio del primo lustro del terzo millennio. La probabile spiegazione di questo nuovo e improvviso decremento della natalità è la recente crisi economica (e demografica) che ha coinvolto non solo il piccolo paese brianzolo, ma in generale tutta l'Italia. Un altro dato che sicuramente ha influenzato ciò è l'assenza di una efficace politica sociale nazionale a favore della natalità e della costituzione di nuove famiglie. Nel 2015 si è toccato il minimo storico di nati, con appena 28 nuovi bambini. Parallelamente, il costante invecchiamento della popolazione (fenomeno pure esso condiviso su tutti i livelli - provinciale, regionale e nazionale -) ha aumentato il numero di morti che da alcuni anni ha spesso superato le 30 unità, come non accadeva dal 1994.
Per i prossimi anni è da attendersi una situazione di stallo a livello del saldo naturale, a meno che la situazione sia nazionale (politiche sociali) che globale (crisi economica e del mercato immobiliare) non indichino segnali di decisiva ripresa, tale da spingere le giovani coppie a sentirsi sicure e incentivate nel creare una famiglia.

### Etnie e minoranze straniere
Al 1º gennaio 2014 ci sono a Nibionno 388 stranieri, pari al 10,4% della popolazione. Secondo gli ultimi dati istat, relativi al 2014, la popolazione straniera è così suddivisa:
| Posizione | Paese di nascita | Popolazione (1º gennaio 2014) | % sul totale |
| --------- | ---------------- | ----------------------------- | ------------ |
| 1°        | Marocco          | 145                           | 37,4%        |
| 2°        | Albania          | 59                            | 15,2%        |
| 3°        | Romania          | 36                            | 9,3%         |
| 4°        | Senegal          | 26                            | 6,7%         |
| 5°        | Moldavia         | 13                            | 3,4%         |
| 6°        | Egitto           | 10                            | 2,6%         |
| 7°        | Ucraina          | 9                             | 2,3%         |
| 8°        | India            | 8                             | 2,1%         |
| 9°        | Bulgaria         | 7                             | 1,8%         |
| 10°       | Turchia          | 7                             | 1,8%         |
|           | Altri            | 68                            | 15,5%        |

### Invecchiamento della popolazione
Come in moltissimi comuni e più in generale in tutta l'Italia, anche nel comune di Nibionno si sta avendo un processo che porta all'invecchiamento della popolazione. All'inizio del 2000 vi erano poco più di 100 giovani ogni 100 anziani; al 2007 invece l'indice è già aumentato ed è a quota 113 anziani ogni 100 giovani.
Di seguito la tabella equiparata al circondario di Lecco e alla Provincia di Lecco
| Anno | Indice di vecchiaia di Nibionno | Indice di vecchiaia del Circondario di Lecco | Indice di vecchiaia della Provincia di Lecco |
| ---- | ------------------------------- | -------------------------------------------- | -------------------------------------------- |
| 2011 | 114,06                          | nd                                           | 137,4                                        |
| 2010 | 114,97                          | 141,07                                       | 136,79                                       |
| 2009 | 114,26                          | 140,64                                       | 136,34                                       |
| 2008 | 114,98                          | 139,94                                       | 135,89                                       |
| 2007 | 113,54                          | 138,96                                       | 135,02                                       |
| 2006 | 111,61                          | 136,88                                       | 133,14                                       |
| 2005 | 107,93                          | 135,50                                       | 131,65                                       |
| 2004 | 111,40                          | 132,59                                       | 129,25                                       |
| 2003 | 106,65                          | 129,57                                       | 126,31                                       |
| 2002 | 103,99                          | 126,84                                       | 123,78                                       |

Come si può notare la popolazione è comunque molto giovane se la si compara al Circondario di Lecco, alla Provincia, alla Regione o all'Italia. Si stima un aumento costante dell'indice anche per l'anno 2007.

## Infrastrutture e trasporti
Il paese è servito, insieme ai comuni di Cassago Brianza e Bulciago, dalla fermata di Cassago-Nibionno-Bulciago, posta sulla Monza-Molteno.

## Amministrazione
| Periodo        | Periodo        | Primo cittadino     | Partito                                                 | Carica  | Note |
| -------------- | -------------- | ------------------- | ------------------------------------------------------- | ------- | ---- |
| 6 giugno 1993  | 27 aprile 1997 | Angelo Natale Negri | lista civica                                            | Sindaco |      |
| 27 aprile 1997 | 13 maggio 2001 | Angelo Natale Negri | centro                                                  | Sindaco |      |
| 13 maggio 2001 | 29 maggio 2006 | Walter Redaelli     | centrodestra                                            | Sindaco |      |
| 29 maggio 2006 | 16 maggio 2011 | Angelo Natale Negri | centrosinistra                                          | Sindaco |      |
| 16 maggio 2011 | 5 giugno 2016  | Claudio Usuelli     | Il Popolo della Libertà-Lega Nord                       | Sindaco |      |
| 5 giugno 2016  | 4 ottobre 2021 | Claudio Usuelli     | lista civica di centrodestra Nibionno Protagonista      | Sindaco |      |
| 4 ottobre 2021 |                | Laura Di Terlizzi   | lista civica di centrodestra Tutti Insieme per Nibionno | Sindaco |      |

## Sport
Nel 1989 fu fondata l'Associazione Calcio Nibionno (con sede al campo sportivo cav. Attilio Fumagalli di Molino Nuovo), che ottenne come massimo risultato la partecipazione all'Eccellenza Lombardia. Nel 2016 si fuse con l'Oggiono Calcio dando origine al NibionnOggiono, che nel 2019 ottenne la promozione in Serie D, giocandovi con buoni risultati fino al 2021, quando il club cessò le attività lamentando l'assenza di campi da gioco adeguati nel proprio territorio: la matricola FIGC fu quindi rilevata dal Città di San Giuliano (società di San Giuliano Milanese), che la usò per debuttare in quarta divisione col nome di Sangiuliano City.

## Galleria d'immagini

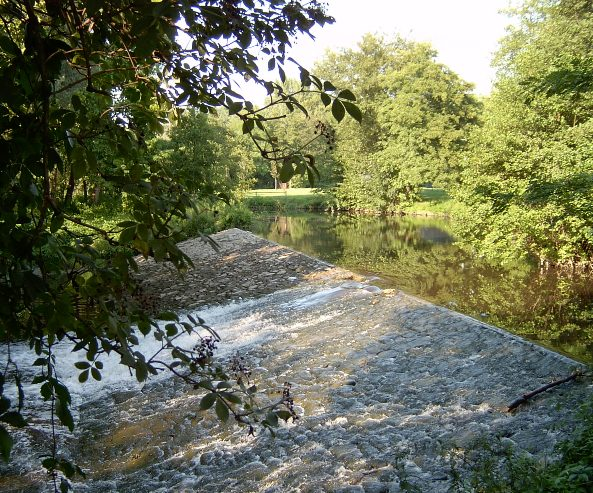
Il fiume Lambro presso Molino Nuovo.
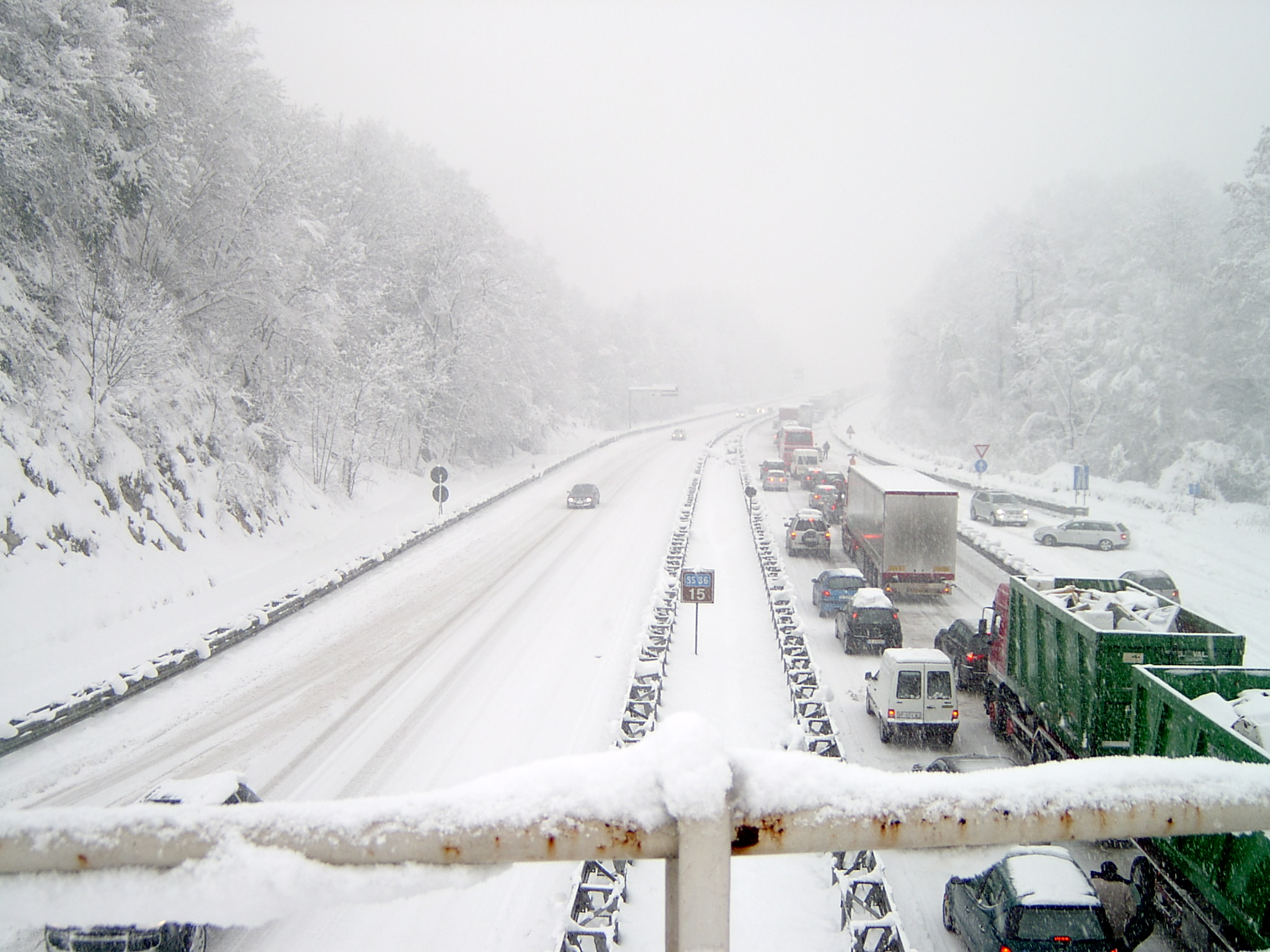
La superstrada 36 vista dal ponte che collega Tabiago, Nibionno e Mongodio.
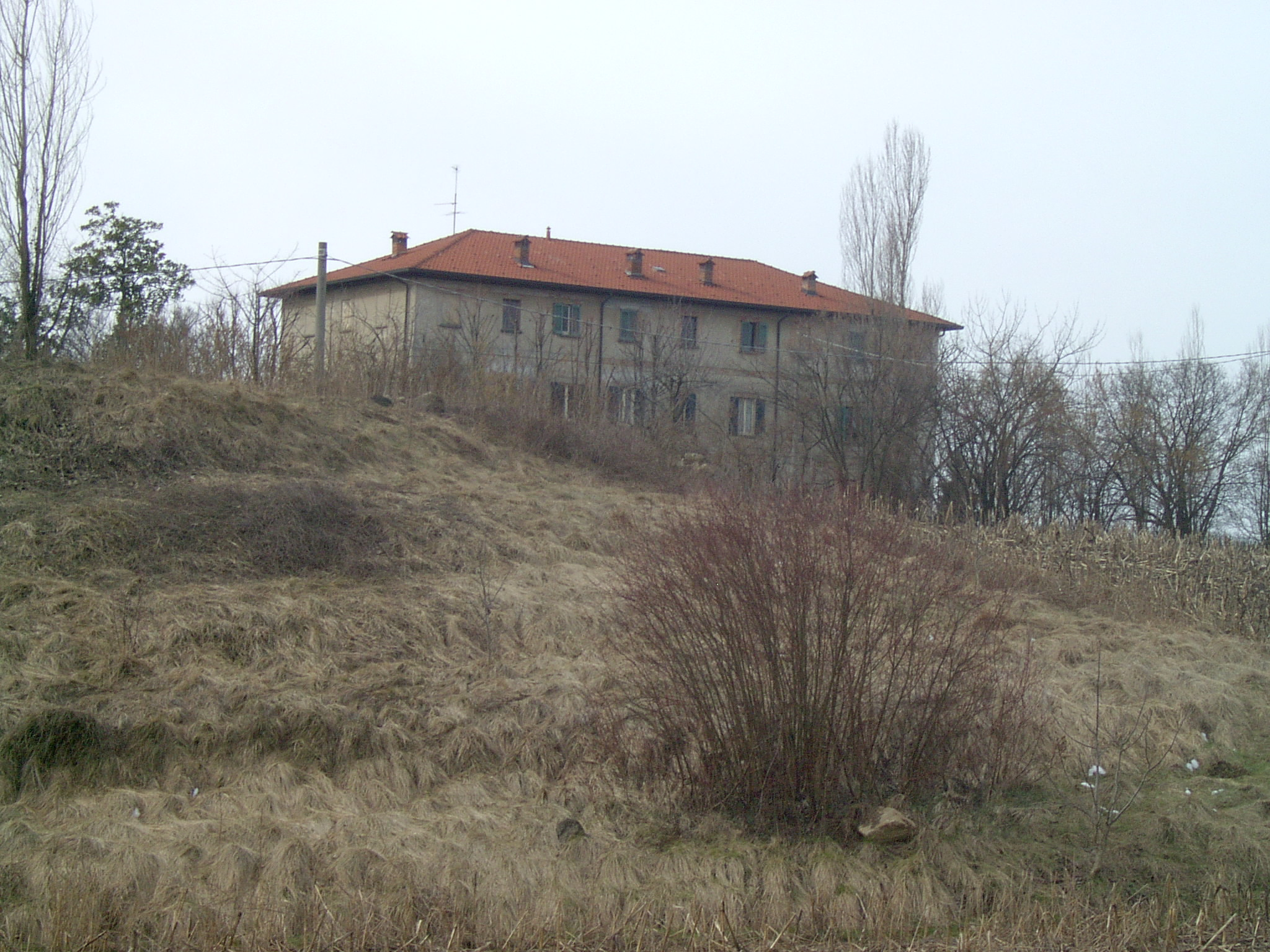
Villa California vista dall'omonima località.